# Andrzej Jarosik
Andrzej Władysław Jarosik, né le 26 novembre 1944 à Sosnowiec en Allemagne et mort le 23 avril 2024 à Saint-Mandrier-sur-Mer, est un footballeur international polonais. Il a effectué la plupart de sa carrière au Zagłębie Sosnowiec, où il est encore aujourd'hui le meilleur buteur de l'histoire du club.

## Carrière

### En club
Andrzej Jarosik débute en 1958 au Zagłębie Sosnowiec. Pendant dix-sept ans, il fait le bonheur de son club, avec qui il remporte par deux fois la coupe de Pologne, et termine à trois reprises vice-champion de Pologne. En 1970 et 1971, il finit la saison meilleur buteur du championnat, avec respectivement dix-huit et treize réalisations. En janvier 1975, alors qu'il est devenu quelques années plus tôt le meilleur buteur de l'histoire de Sosnowiec et qu'il occupe la quatrième place des joueurs les plus capés du club, il rejoint l'Est de la France et le Racing Club de Strasbourg. Jarosik y passe seulement une année, et signe à Toulon en janvier 1976. En seconde division, il termine tranquillement sa carrière sportive, conclue à cause d'une blessure contractée après un choc avec le marseillais Marius Trésor. Il se lance alors dans de nouvelles activités à partir de 1979, aux côtés de sa famille.

### En sélection
Le 16 mai 1965 à Cracovie, il fait ses débuts avec l'équipe de Pologne contre la Bulgarie. Jusqu'en 1972, il dispute vingt-cinq matches internationaux et marque onze buts. Lors des Jeux olympiques de 1972, Jarosik remporte l'un de ses plus beaux trophées, même s'il ne prend part à aucun match. Pourtant, l'entraîneur Kazimierz Górski désirait le faire entrer en jeu face à l'Union soviétique, mais Andrzej Jarosik avait refusé, mécontent d'être remplaçant en début de match. Pas présent lors de la cérémonie officielle, il est oublié par les instances du football jusqu'en 2001, date à laquelle il reçoit officiellement sa médaille d'or.

### Palmarès
- Vice-Champion de Pologne : 1964, 1967, 1972
- Vainqueur de la Coupe de Pologne : 1962, 1963
- Finaliste de la Coupe de Pologne : 1971
- Meilleur buteur du Championnat de Pologne : 1970 (18 buts), 1971 (13 buts)

- Vainqueur des Jeux olympiques : 1972